# Троїцьке (Мішкинський район)
Тро́їцьке (рос. Троицкое) — присілок у складі Мішкинського району Курганської області, Росія. Входить до складу Купайської сільської ради.
Населення — 73 особи (2010, 129 у 2002).